# Stenodyneriellus carinicollis
Stenodyneriellus carinicollis är en stekelart som först beskrevs av Cameron 1903.  Stenodyneriellus carinicollis ingår i släktet Stenodyneriellus och familjen Eumenidae. Utöver nominatformen finns också underarten S. c. minimus.